# Molosek brazylijski
Molosek brazylijski, molos meksykański (Tadarida brasiliensis) – gatunek ssaka z podrodziny molosów (Molossinae) w obrębie rodziny molosowatych (Molossidae).

## Taksonomia
Gatunek po raz pierwszy zgodnie z zasadami nazewnictwa binominalnego opisał w 1824 roku francuski zoolog Isidore Geoffroy Saint-Hilaire nadając mu nazwę Nyctinomus brasiliensis. Holotyp pochodził z dzielnicy Kurytyby, w stanie Parana, w Brazylii.
Ostatnie analizy genetyczne sugerują, że oznaczenia podgatunków wymagają ponownej oceny i że istnieją potencjalne ukryte gatunki wymagające dalszych badań. Autorzy Illustrated Checklist of the Mammals of the World rozpoznają dziewięć podgatunków. Podstawowe dane taksonomiczne podgatunków (oprócz nominatywnego) przedstawia poniższa tabelka:
| Podgatunek         | Oryginalna nazwa        | Autor i rok opisu | Miejsce typowe |
| ------------------ | ----------------------- | ----------------- | --- |
| T. b. anlillularum | Nyctinomus antillularum | G.S. Miller, 1902 | Roseau, Dominika, Małe Antyle. |
| T. b. bahamensis   | Nyctinomus bahamensis   | Rehn, 1902        | Governor’s Harbour, Eleuthera, Bahamy. |
| T. b. constanzae   | Tadarida constanzae     | Shamel, 1931      | Constanza, Dominikana. |
| T. b. cynocephala  | Nycticea cynocephala    | Le Conte, 1831    | Nieznane; przez długi czas za miejsce typowe uważano plantację Le Conte (Woodmanston), niedaleko Riceboro, w hrabstwie Liberty, w Georgii, w Stanach Zjednoczonych. |
| T. b. intermedia   | Tadarida intermedia     | Shamel, 1931      | Dolina Comitan, na wysokości 5700 ft (1737 m), Chiapas, Meksyk. |
| T. b. mexicana     | Molossus mexicanus      | Saussure, 1860    | Cofre de Perote, na wysokości 13 000 ft (3962 m), Veracruz, Meksyk.                                                                                                 |
| T. b. murina       | Nyctinomus? murinus     | J.E. Gray, 1827   | Jamajka. |
| T. b. muscula      | Nyctinomus musculus     | Gundlach, 1861    | Kuba. |

### Etymologia
- Tadarida: Rafinesque tworząc nowy takson nie wyjaśnił znaczenia nazwy rodzajowej[26]; Marco Riccucci sugeruje, że nazwa rodzajowa pochodzi od nazwy „tadarida” (również „taddarita”, „taddarida”, „tallarita”, „tallarida” i „taddrarita”) używanej w Kalabrii i na Sycylii na określenie nietoperza niezależnie od jego gatunku. Te lokalne nazwy używane są również  w sycylijskich wierzeniach, legendach i wierszach. Rafinesque słyszał tę nazwę podczas swojego pobytu na Sycylii i użył jej. Nazwa „tadarida” wywodzi się od greckiego νυκτερις nukteris, νυκτεριδος nukteridos „nietoperz”, gdzie w południowych Włoszech uległa zniekształceniu z powodu aferezy i deformacji dialektu[27].
- brasiliensis: Brazylia („brasil” to nazwa nadana farbowanemu drewnu od dawna sprowadzanemu ze Wschodu. Wyprawa Pedro Cabrala w 1500 roku odkryła dziwne nowe drzewo o podobnym odcieniu i nadała mu tę samą nazwę, „brasil” lub „brazil”, i nazwa ta szybko przylgnęła do tego kraju)[28].
- antillularum: nowołac. Antillarum lub Antillensis „z Antyli” (Antillia, legendarna kraina lub wyspa na Oceanie Atlantyckim, która pojawiła się na średniowiecznych mapach)[29].
- bahamensis: Bahamy (hiszp. baja mar „płytkie morze”)[30].
- constanzae: Constanza, Dominikana[18].
- cynocephala: gr. κυων kuōn, κυνος kunos „pies”; -κεφαλος -kephalos „-głowy”, od κεφαλη kephalē „głowa”[31].
- intermedia: łac. intermedius „pośredni, coś pomiędzy”[32].
- mexicana: Meksyk (prawdopodobnie nazwany na cześć Mexihtli, innego imienia Huitzilopochtli, azteckiego boga wojny)[33].
- murina: nowołac. murinus „myszo-szary”, od łac. murinus „myszowaty, myszo-”, od mus, muris „mysz”[34].
- muscula: łac. musculus „myszka”, od mus, muris „mysz”; przyrostek zdrabniający -ula[35].

## Zasięg występowania
Molosek brazylijski występuje w Ameryce zamieszkując w zależności od podgatunku:
- T. brasiliensis brasiliensis – Kostaryka, Panama, Ameryka Południowa na zachód od Orinoko Basin oraz na zachód i południe od Niziny Amazonki i Trynidadu.
- T. brasiliensis antillularum – Portoryko na południe przez Małe Antyle do Tobago.
- T. brasiliensis bahamensis – Bahamy.
- T. brasiliensis constanzae – Haiti (Haiti i Dominikana).
- T. brasiliensis cynocephala – wschodnie Stany Zjednoczone.
- T. brasiliensis intermedia – południowy Meksyk (Chiapas) do Hondurasu.
- T. brasiliensis mexicana – zachodnie Stany Zjednoczone na południe do południowego Meksyku (Oaxaca i Veracruz).
- T. brasiliensis murina – Jamajka.
- T. brasiliensis muscula – Kuba i Wielki Kajman.

## Morfologia
Długość ciała (bez ogona) 46–62 mm, długość ogona 28–42 mm, długość ucha 7–11 mm, długość tylnej stopy 14–20 mm, długość przedramienia 36–47 mm; masa ciała 8–15 g. Wzór zębowy: I {\displaystyle {\tfrac {1}{2}}} C {\displaystyle {\tfrac {1}{1}}} P {\displaystyle {\tfrac {2}{2}}} M {\displaystyle {\tfrac {3}{3}}} = 30 lub I {\displaystyle {\tfrac {1}{3}}} C {\displaystyle {\tfrac {1}{1}}} P {\displaystyle {\tfrac {2}{2}}} M {\displaystyle {\tfrac {3}{3}}} = 32. Kariotyp wynosi 2n = 48 i FN = 56.

## Tryb życia
Molosek brazylijski zamieszkuje siedliska w różnorodnych warunkach klimatycznych. Jest to gatunek owadożerny, wędrowny. Formuje ogromne kolonie, złożone z milionów osobników (z wyjątkiem Antyli, gdzie gromadzi się w mniejsze grupy).

## Zagrożenia liczebności i ochrona
Zanotowano pewne zagrożenia dla populacji moloska brazylijskiego, ale nie są one znaczące dla jej liczebności: 
- W Urugwaju gatunek jest eksterminowany, ponieważ uważa się go za plagę.
- W Stanach Zjednoczonych i północnym Meksyku zanotowano spadek liczebności w porównaniu z latami osiemdziesiątymi.
- Górnictwo w jaskiniach na Antylach niesie pewne zagrożenia związane z koniecznością opuszczania siedlisk.

Jedynie Meksyk i Argentyna rozpoczęły działania ochronne. W Meksyku wprowadzono rządowy program zachowania liczebności, a w Argentynie istnieje duża chroniona kolonia w prowincji Tucumán.